# Søstrene Morelli
Søstrene Morelli er en stumfilm instrueret af Kay van der Aa Kühle.
Den var Astrid Holms debutfilm.
"Om to søstres indbyrdes kamp for at vinde den samme mands kærlighed" er Det Danske Filminstituts beskrivelse af filmen.